# Афак, Мансур
Мухаммад Мансур Афак (урду محمد منصور آٖفاق‎, род. 17 января 1962, Мианвали, Пакистан) — пакистанский поэт, драматург, колумнист и религиовед. Он написал пьесы для телевидения Пакистана, а после того, как эмигрировал в Великобританию, занялся журналистикой. Кроме того, Мансур Афак известен как романист, новеллист, режиссер драмы и исполнительный директор Общества культуры и наследия Великобритании.
Мансур Афак — также известный кинокритик. Работал обозревателем фильмов и телевизионных программ в газетах Daily Jang и Nawa-i-Waqt. Читал лекции для Восточной киноакадемии от Общества культуры и наследия. Написал книгу «Выстрел бабочки» на языке урду.

## Молодость
Мансур Афак родился в Мианвале 17 января 1962 года. Получил образование в Государственном колледже Мианвали. Он также учился в Jamia Shamia Siddiqiah Mianwali и Jamia Akbaria Mianwali.

## Творчество
В 1999 году эмигрировал в Великобританию. В апреле 2005 года работы Мансура Афака были опубликованы Ахмедом Надимом Касми. До этого Мансур Афак написал пять книг: Chahra Numa (1984), Afaq Numa (1986), Saraiki Grammer (1988), Wo Mein Aur Ata ul Haq Qasmi (1994) и Gul Pasha (1996). Написал сценарии к семи сериалов на языке урду: Nimaksar (1990, телеканал PTV), Zameen и Pani Par Bunyad (1991, телеканал PTV), Pathar (1992/93, телеканалы НТМ и Zee London), Soya Hua Shehar (1993, телеканал PTV), Дуня (1994, телеканал PTV), Dhan Koat (1998).

### Книги и публикации
- Chahra Numa (урду چہرہ نما‎ год 1984)[2][11][12]
- Afaq Numa (урду  آفاق نما‎ год 1986)[2][12]
- Saraiki Grammer (урду  سرائیکی گرائمر‎ год 1988)[2]
- Saraiki Dramain (урду  سرائیکی ڈرامے‎ 1996 год)[2]
- Main Who Aur Atta Ul Haque Qasmi (урду  میں اور عطاالحق قاسمی‎ год 1993)[2][12]
- Gul Pashi — 1996/1997 (урду  گل پاشی‎ 1996—1997 годы)[2][12]
- Neend Ki Notebook (урду  نیند کی نوٹ بک‎ 2005 год)[12][13]
- Arif Nama (урду  عارف نامہ‎ год 2006)
- Main ishiq main hoon (урду  میں عشق ہوں‎ год 2007)[2]
- Ahad Nama (урду  عہد نامہ‎ 2008 год)
- Dewan mansoor Afaq (урду  دیوان منصور‎ 2010 год)[14]
- Takoon ki majlis (урду  تکون کی مجلس‎ 2011 год)[15]
- Illhamat-e-bahu (урду  الہامات باہو‎ 2012 год)[16]

### Сериалы
- Nimaksar (длительность серии 50 минут, 13 серий) — 1990 год, телеканал PTV[2][12][17]
- Zameen (длительность серии 50 минут, 13 серий) — 1991 год, телеканал PTV[2][12]
- Pani Par Bunyad (длительность серии 50 минут, 3 серии) — 1991 год, телеканал PTV»[2][12][18]
- Pathar (длительность серии 50 минут, 18 серий) — 1992/93 год, телеканалы НТМ and Zee London[2][12][19]
- Soya Hua Shehar (длительность серии 50 минут, 4 серии) — 1993 год, телеканал PTV[2][12]
- Dunya (длительность серии 50 минут, 7 серий) — 1994 год, телеканал PTV[2][12][20]
- Dhan Koat (длительность серии 50 минут, 13 серий) — 1998 год, телеканал PTV[2][12]

### Пьесы
Несколько телевизионных пьес на пенджабском языке и урду:
- Satwan Sakh (диалект сараики пенджабского языка, продолжительность 50 минут) — 1990 PTV[2][12]
- Ki Janaan Main (пенджабский язык, продолжительность-50 минут) — 1990 PTV[2][12]
- Kalak (язык урду, продолжительность 25 минут) — 1990 PTV[2][12]
- Gadi Kook Marandi Ai (диалект сараики пенджабского языка, продолжительность 25 минут) — 1990 PTV[2][12]
- Aandhi (язык урду, продолжительность 25 минут) — 1992 PTV[2][12]
- Suraab (язык урду, продолжительность 25 минут) — 1992 PTV[2][12]
- Dujha Kinara (диалект сараики пенджабского языка, продолжительность 25 минут, 3 серии) — 1993 PTV[2][12]
- Long Play Gudi Theia Gudian для Aapna Channel RU[2][12]